# خوان لويس مورا بارادا
خوان لويس مورا بارادا (بالإسبانية: Juan Luis Mora Parada)‏ (17 سبتمبر 1979 في تشيلي - ) هو مدرب كرة قدم ولاعب كرة قدم تشيلي في مركز حراسة المرمى. لعب مع أونيفرسيداد دي كونسيبسيون ‏.

## وصلات خارجية
- خوان لويس مورا بارادا على موقع قاعدة بيانات كرة القدم.إي يو (الإنجليزية)
- خوان لويس مورا بارادا على موقع Soccerway.com (الإنجليزية)